# سانشو الثالث ملك نافارا
شانجة الثالث أو شانجة الأكبر أو سانشو غارسيز الثالث (ولد حوالي 922 وتوفي 1035م) هو ملك نافار من سنة 1000 إلى 1035م، وأيضا أصبح حاكم أراغون، وأيضا من خلال الزواج حكم قشتالة وألافا ومونثون، وأيضا أستطاع ضم سوبراربي (1015) وريباغورثا (1018) وثيا (1030)، وأيضا استطاع احتلال مدينة ليون عاصمة مملكة ليون في عام 1034، وأيضا اتخذ لقب إمبراطور هيسبانيا.